# La Poule aux œufs d'or (jeu télévisé)
La Poule aux œufs d'or est le titre de deux jeux télévisés différents diffusées à deux époques différentes.

## Première version (1958-1966)
Le premier était diffusé à la Télévision de Radio-Canada du 6 octobre 1958 au 18 juin 1966 et animé par Roger Baulu (remplacé par Doris Lussier les deux dernières saisons. Hôtesses Danielle Ouimet et Jacqueline Vauclair), accompagné, au début, par René Caron et ensuite par Henri Bergeron ainsi que par deux hôtesses (parmi lesquelles Élaine Bédard, Suzanne Lapointe, Cécile Lebel et Liette Bourassa-Desjardins).
Deux concurrents doivent répondre à cinq questions, qui valent chacune un certain montant en argent. Le vainqueur doit ensuite choisir au hasard une enveloppe contenant un prix d'une valeur inférieure, égale ou supérieure au gain obtenu précédemment. Avec ses gains totaux, le concurrent pourra acheter un œuf, choisi au hasard, et contenant un prix. Le voilà face à deux possibilités : soit il perd tout (ou ne gagne qu'une bagatelle), soit il remporte un prix de grande valeur.

## Deuxième version (1993-présent)
Le deuxième est diffusé sur le réseau TVA depuis le 8 septembre 1993, et est animée par Sébastien Benoît, avec Julie Houle, depuis août 2018. Après s'être hissée dans le Top 30 des émissions les plus regardées au Québec le mercredi à 19 h (1993-2006, 2018-2019) ou 19 h 30 (2006-2018) durant de nombreuses années, elle a été déplacée au dimanche 17 h 30 depuis le 7 février 2021.
Il s'agit d'un jeu de Loto-Québec. Le participant doit acheter un « gratteux » en kiosque ou en ligne et découvrir trois symboles pour gagner le lot, ou trois symboles « Télé » pour participer à l'émission. Le détenteur du billet peut aussi gagner un montant d'argent avec une combinaison de numéros révélés durant l'émission (voir la section des jeux).
L'émission offre un gros lot minimum de 150 000 $ et qui augmente de 25 000 $ à chaque émission s'il n'est pas gagné. Trois jeux sont joués à chaque émission pour un total de six concurrents.
L'émission était animé par Guy Mongrain de 1993 à 2018. Les animateurs substituts sont : Yves Corbeil (de 1993 à juillet 2006), Gino Chouinard (d'août 2006 à 2016), Julie Houle et Claudia Ébacher (de 2016 à 2018) et Richard Turcotte (depuis août 2018). Ils sont aidés de Claudia Ébacher et Anouk Meunier (Julie Naud et Lyne Laramée avant juillet 2007).
Lors de la pandémie de Covid-19 au Québec, la production de l'émission a été interrompue à partir du 12 mars afin de respecter les règles sanitaires. Toutefois, une version adaptée a été diffusée à partir du 15 octobre.
En avril 2025, le jeu télévisuel qui était originellement diffusé le dimanche à 17h30 sera maintenant diffusé à 18h30.   

### Le jeu des roues
Avant chaque partie, les deux concurrents font tourner six roues (trois par concurrent) variant de 0 à 9 pour déterminer le gagnant de cette partie. Si l'un ou les deux concurrents obtiennent un doublet (deux numéros de deux roues différentes) ils pouvaient faire tourner la roue boni puis de gagner un prix tel qu'une télévision, un voyage ou une nouvelle voiture d'une valeur de 25 000 $.
La seconde version du jeu consistait à prendre un œuf doré jusqu'à ce que les concurrents réussissent à avoir l'image correspondant, permettant de gagner le prix correspondant. Si le concurrent fait tourner trois fois le même numéro, le concurrent pourra prendre un œuf doré jusqu'à ce les deux parties soient terminés et obtient le prix le plus élevé. De plus, la valeur d'une voiture était de 40 000 $.

### Jeu boni
Lors de la troisième version depuis 2017, lorsqu'il y a un doublet, le candidat accède à un jeu boni et il y a trois jeux disponibles aléatoirement :
- Le chance-œufs : le candidat aura à choisir dans un lot de quatorze cartes contenant une image jusqu'à ce que le candidat choisisse l'objet correspondant. Les montants vont de 2 500 $ à 25 000 $*.
- Le génér-œufs : ceci est un jeu boni comportant une roue avec les montants allant de 2 000 $ jusqu'à 13 500 $*. Le candidat n'aura qu'à appuyer sur le bouton permettant de faire tourner la roue et de gagner le montant correspondant.
- La poule et l'échelle : Ce jeu comporte 12 échelles avec des montant commençant de 0 $ à 20 000 $.* Le candidat aura l'occasion de jouer avec deux dés, un à la fois. Et le candidat gagnera le montant alloué après avoir joué les deux dés.

N.B : Les montants sont doublés s'il y a un triplet, c'est-à-dire trois numéros identiques sur les trois roues après avoir fait tourné par le concurrent initialement.

### Tirage
Les téléspectateurs ayant acheté un billet de loterie gagnent l'argent déterminé par le nombre de numéros correspondants sur les roulettes. Si les six numéros correspondent au billet, le détenteur du billet gagne le montant indiqué soit : 25 000 $ pour le premier jeu, 50 000 $ pour le deuxième jeu, et 100 000 $ pour le troisième jeu. Parfois sur certains billets, on retrouve un jeu boni permettant au détenteur du billet de gagner un montant si un numéro correspondant à un œuf a le gros lot.

### Jeu des portes
Une fois que les roues sont tournées, les concurrents font face à un tableau de dix numéros numéroté de 0 à 9. Derrière chaque numéros cachent un montant pouvant être de 1 000 $ à 3 500 $ et trois œufs dorés. Les concurrents prennent un numéro à tour de rôle et le premier qui obtient les trois œufs d'or pourra choisir un œuf de son choix dans le poulailler. Toutefois la première sélection est automatique en raison des numéros apparaissant sur les roues du dernier jeu précédent. S'il y a un doublet ou un triplet, le numéros sélectionné aura son montant ou son œuf d'or doublé ou triplé.
Si les deux concurrents obtiennent trois œufs, les montants seront réinitialisés et une autre partie est joué. Et les montants accumulés seront acquis et chaque œuf vaut 1 000 $ pour le concurrent défait.

### Bris d'égalité
Au fil du temps, les règles ont changé pour présenter le bris d'égalité permettant aux candidats ayant eu trois œufs en même temps. Chacun des candidats choisissent un œuf ayant un numéro de 1 à 6 et le candidat qui a le chiffre le plus élevé sera le gagnant. À savoir que le candidat défait participe à obtenir le montant rejeté par le candidat vainqueur lors de la sélection de l'enveloppe ou de l’œuf, sauf si le candidat gagnant choisi le premier œuf au détriment du deuxième le cas échéant.

### L’œuf ou l'enveloppe
Le candidat choisit l'un des 24 œufs dorés pouvant contenir le gros lot. Les œufs cachent un montant allant de 12 000 $ à 100 000 $ et un d’entre eux contient le gros lot. Toutefois il arrive que le chant du coq se fasse entendre lorsque le candidat choisit un œuf, permettant de choisir un deuxième œuf.
Après avoir choisi l’œuf, le candidat doit à choisir une enveloppe sur le coquetier et une fois la sélection faite, l'animateur montre le montant sur l'enveloppe et le candidat aura à faire un choix, l’œuf ou l'enveloppe. Une fois la décision prise, le montant sera accordé selon le montant que le candidat a choisi que ce soit celle de l'enveloppe ou de l’œuf. Dans le cas d'un deuxième œuf, si le candidat choisi le deuxième œuf, le montant sera celui du deuxième œuf plutôt que le premier.
L'une des enveloppes contient le double jaune. Le candidat verra son montant augmenté soit de 10 000 $ ou de 25 000 $ si l’œuf est choisi.
Un autre enveloppe contient le coq d'or, doublant tous les montants disponibles dans chaque œuf. Le candidat peut avoir le double du gros lot dans l’œuf, mais peut aussi décider de choisir l'œuf ou l'enveloppe.
Jusqu'en 2018, le candidat pouvait choisir soit l’œuf, soit une enveloppe pouvant contenir le prix d'une voiture (40 000 $).
En 2008, l'animateur Guy Mongrain a réservé une surprise à une candidate. En effet, l'œuf qu'elle a sélectionné ne contenait pas un prix en argent, mais plutôt un tour d'une heure dans la célèbre hélicoptère TVA avec le chef d'antenne Pierre Bruneau.